# Laxsjön, Krokoms kommun
Laxsjön är en sjö i Krokoms kommun i Jämtland och ingår i Indalsälvens huvudavrinningsområde. Sjön har en area på 3 kvadratkilometer och ligger 334 meter över havet. Sjön avvattnas av vattendraget Laxsjöån.
Sjön får sitt vatten från Öster-Harvattnet och diverse kallkällor. Utloppet går via Storån till Hammerdalssjön och därifrån via Ammerån till Indalsälven.
Fiskbeståndet består huvudsakligen av sik, abborre, mört och gädda.
Vid sjön ligger byn Laxsjö, grundad 1754.

## Delavrinningsområde
Laxsjön ingår i delavrinningsområde (707827-145003) som SMHI kallar för Utloppet av Laxsjön. Medelhöjden är 394 meter över havet och ytan är 23,99 kvadratkilometer. Räknas de 4 avrinningsområdena uppströms in blir den ackumulerade arean 47,33 kvadratkilometer. Laxsjöån som avvattnar avrinningsområdet har biflödesordning 3, vilket innebär att vattnet flödar genom totalt 3 vattendrag innan det når havet efter 248 kilometer. Avrinningsområdet består mestadels av skog (67 procent). Avrinningsområdet har 3,02 kvadratkilometer vattenytor vilket ger det en sjöprocent på 12,6 procent.